# HTC ChaCha
HTC ChaCha（又被称为 HTC Chachacha / HTC Status），是一款 HTC 于2011年2月在 MWC 2011 上推出的 Android 智慧型手機。
HTC ChaCha 是一台社交手机，它拥有一个 Facebook 的专用按键以及其他社交网络的快捷访问键。facebook按键可以让用户直接分享图片或者视频到自己的 Facebook 上，用户只需轻轻一点就可完成分享。

## 特性
- 处理器：800 MHz 处理器
- 内存：512MB + microSD  (最大支持扩展到 32GB)
- 显示屏：66 mm (2.6")英寸触摸屏
- 摄像头：一颗 500万像素VGA级别摄像头， 并带有闪光灯
- 网络：900/2100 MHz on HSDPA/WCDMA，双波段 GSM/GPRS/EDGE:850/900/1800/1900 MHz, 蓝牙，Wi-Fi（IEEE 802.11b/g/n），3.5 mm 耳机孔
- 作業系统：Android 2.3.3（姜饼）[3]

## 扩展阅读
- HTC First
- 智能手机
- Android

## 其他链接
- 官方网站